# Parafia św. Marcina w Góralach
Parafia Świętego Marcina w Góralach – parafia rzymskokatolicka, znajdująca się w diecezji toruńskiej, w dekanacie Jabłonowo Pomorskie.
Na obszarze parafii leżą miejscowości: Górale, Buk Góralski, Gorzechówko. 